# Édith Canat de Chizy
Édith Canat de Chizy, née le 26 mars 1950 à Lyon, est une compositrice française.

## Biographie
Outre des études d'art, d'archéologie et de philosophie à la Sorbonne, Édith Canat de Chizy suit des études musicales au Conservatoire national supérieur de musique et de danse de Paris où elle obtient les prix d'harmonie, de fugue, de contrepoint, d'analyse, d'orchestration et de composition. Elle est l'élève d'Ivo Malec et travaille parallèlement l'électro-acoustique avec Guy Reibel.
En 1983, elle fait la rencontre décisive de Maurice Ohana, à qui elle consacre avec François Porcile une monographie publiée en 2005 aux Éditions Fayard. De nombreux prix et distinctions viennent récompenser son travail parmi lesquels le Prix de composition « Georges Enesco » décerné par la  Sacem. En 2006, son concerto pour violon, Exultet, est nommé aux Victoires de la musique. Elle reçoit le prix de la Tribune internationale des compositeurs (pour Yell, en 1990), le prix Paul-Louis Weiller de l’Académie des beaux-arts (1992), le Coup de cœur de l’Académie Charles-Cros pour son disque Moving (paru en 2003) et plusieurs prix décernés par la Sacem dont le Grand Prix de la musique symphonique (2004).
Parmi ses œuvres marquantes, pour la plupart commanditées par l'État, Radio-France, l’Orchestre de Paris, l'IRCAM, des ensembles tels que Musicatreize, les Solistes XXI, le Nederlands Kamerkoor, Sequenza 9.3, Accentus, TM+…, on notera particulièrement ses pièces vocales, ses œuvres pour cordes, notamment ses trois quatuors, et ses pièces symphoniques dont Omen créée en octobre 2006 par l’Orchestre national de France et Pierre d’Eclair créé en mars 2011 par l’Orchestre national de Lyon ainsi que Over the sea, sa première œuvre avec dispositif électronique créée le 11 mai 2012.
En 2005, elle est reçue à l'Académie des beaux-arts par François-Bernard Mâche au fauteuil de Daniel-Lesur, devenant ainsi la première femme compositeur à être admise à l'Institut de France. Elle est déléguée de l'Académie à la Séance publique annuelle des Cinq Académies en 2008, puis en 2016. Elle est nommée chevalier de la Légion d'honneur en 2008 et promue officier de l'ordre national du Mérite en 2012.
Au cours de la saison 2009-2010, elle a été compositeur en résidence au Festival international de musique de Besançon Franche-Comté. En septembre 2010, Édith Canat de Chizy est compositrice en résidence à l'orchestre national de Lyon. Le Festival Aspects des musiques d'aujourd'hui de Caen lui a consacré une édition monographique en 2016 et lui a commandé un concerto pour percussions et orchestre créé par l'Orchestre de Caen sous la direction de Vahan Mardirossian avec Florent Jodelet en soliste. Violoniste de formation, Édith Canat de Chizy est restée attachée à son instrument, comme en témoigne sa production d'œuvres pour cordes. Elle enseigne la composition au Conservatoire à rayonnement régional de Paris depuis 2007.
Elle reçoit de l'Académie Charles Cros :
- le Coup de coeur musique contemporaine 2019  pour Visio, annoncé dans l’émission du 22 janvier « Le Concert du Soir » sur France Musique d’Arnaud Merlin, en « après-concert »[2] et
- le Coup de coeur musique contemporaine 2023 pour Waves (paru chez Paraty)[3].

## Œuvres

### Musique d'orchestre
- Alio (2002)
- De Noche (1993)
- Deux (2009)
- Drift (concerto pour clarinette, 2013)
- Exultet (concerto pour violon, 1995)
- Intrada La septième trompette (2004)
- La Ligne d'ombre (2005)
- Lands Away (concerto pour cymbalum et orchestre à cordes, 1999)
- Les Rayons du jour (concerto pour alto, 2005)
- Moïra (concerto pour violoncelle, 1998)
- Nedjma (2003)
- Omen (2006)
- Pierre d'éclair (2010)
- Siloël (pour orchestre à cordes, 1992)
- Times (2009)
- Yell (1985)
- Front de l'Aube (2017)
- Skyline (2023)

### Musique d'ensemble
- La Maison du Miroir (pour ensemble à cordes, 2007)
- Luceat (pour 10 violons, 1985)
- Pluie, vapeur, vitesse (2008)
- Vagues se brisant contre le vent (pour flûte et ensemble, 2006)
- Outrenoir, pour alto et ensemble (2023)
- Missing II, pour violon et ensemble (2023)

### Musique de chambre
- Alive (quatuor à cordes, 2003)
- Alphaï (pour quintette, 1993)
- Appels (pour quintette, 1989)
- Bells (pour harpe, mandoline et guitare, 2019)
- Black Light (pour hautbois, alto, contrebasse et piano, 1986)
- Burning (pour clarinette, piano, violon et violoncelle, 2007)
- Dance (pour violon et vibraphone, 2006)
- En bleu et or (pour alto et piano, 2005)
- Estampes (pour piano et 4 percussions, 1997)
- Falaises (pour quatuor à cordes et violoncelle principal, 2003)
- Hallel (trio à cordes, 1991)
- Kyoran (pour quintette, 1987)
- Moving (trio à cordes, 2001)
- Nyx (pour 3 violoncelles, 1984)
- Nyx (pour 3 violons, 1984)
- Nyx (pour 3 altos, 1984)
- Proche invisible (quatuor à cordes no 3, 2010)
- Saxy (pour saxophone alto en mi bémol et piano), 1985[4]
- Sextuor à cordes (pour 2 violons, 2 altos et 2 violoncelles, 1982)
- Tiempo (trio à cordes, 1999)
- Trance (pour clavecin, cymbalum et percussions, 2009)
- Vivere (quatuor à cordes, 2001)
- Wild (alto et violoncelle, 2003)

### Musique soliste
- Tlaloc, pour un percussionniste (1984)
- Irisations, pour violon seul (1999)
- Mobiles immobiles, pour piano (1997)
- Danse de l'aube, pour contrebasse seule (1998)
- Véga, pour orgue (1999)
- Formes du vent, pour violoncelle seul (2003)
- En mille éclats, pour violon seul (2009)
- Prélude au silence, pour piano (2010)
- Pour une âme errante, pour orgue (2011)

### Œuvres avec électronique
- Le Vol blanc (pour 2 violons, 2010)
- Over the sea (pour accordéon et trio à cordes, 2012)

### Musique vocale et chorale
- A song of joys (pour chœur mixte et orchestre, 2008)
- As a blues (arrangement extrait de Corazon Loco, pour soprano et ensemble, 2015)
- Berceuse - Mon âme est en peine (pour soprano, chœur et orchestre, 2003)
- Blues (extrait de Corazon Loco, pour 8 voix et percussions, 2015)
- Canciones (pour 12 voix mixtes, 1992)
- Clair et Noir (pour 12 voix, clavecin et percussions, 2002)
- Corazon Loco (pour 8 voix et percussions, 2006)
- Dancing in the wind (pour double chœur, 2007)
- Dios (pour chœur de chambre a cappella, 2005)
- Duerme (pour 12 voix et percussions, 2013)
- Exil (pour 6 voix solistes et 6 violoncelles, 2000)
- Heaven (pour 12 voix mixtes et quatuor de saxophones, 2007)
- L'Invisible (pour 12 voix de femmes et trompette, 2012)
- La Chanson des orphelins (pour chœur d'enfants, 2005)
- La Sorcière de Jasmin (pour récitant, chœur mixte et ensemble, 2004)
- Litanie (pour mezzo-soprano et flûte, 1982)
- Livre d'Heures (Éditions Hortus, 2007)
- Llama (pour chœur à 4 voix mixtes, 1986)
- Messe de l'Ascension (pour soprano, chœur et ensemble, 1996)
- Ode à Purcell (pour 8 voix mixtes et ensemble, 2001)
- P'oasis (pour chœur d'enfants, flûte, clarinette et vibraphone, 2007)
- Prière de Christophe Colomb (pour 4 voix d'hommes, récitant et piano, 2008)
- Quatrains (pour 12 voix mixtes, 2005)
- Sombra (pour 3 voix de femmes et alto, 2013)
- Suite de la nuit (chœur ou chœur d'enfants a cappella et sextuor à cordes ad libitum, 2006)
- To Gather Paradise (chœur mixte a cappella, 2001)
- Le Tombeau de Gilles de Rais (drame lyrique en un prologue et trois tableaux, 1993)
- Voilé, dévoilé (pour soprano et orchestre, 2015)[5]
- Vuelvete (pour 6 voix a cappella, 2006)

## Décorations
- Chevalière de la Légion d'honneur Elle est nommée au grade de chevalier par décret du 30 janvier 2008[6].
- Officière de l'ordre national du Mérite Elle est promue officière par décret du 2 mai 2012[7]. Elle était chevalière du 13 décembre 2004.
- Commandeure de l'ordre des Arts et des Lettres Elle est promue au grade de commandeur par l’arrêté du 25 septembre 2017[8].

## Discographie
- 1995 : Tombeau De Gilles De Rais Pierre Verany
- 1999 : Siloel (1992), Exultet (1995), Moïra (1998) - Laurent Korcia, violon ; Sonia Wieder-Atherton, violoncelle ; Philharmonie de Lorraine, dir. Pascal Rophé (mars et juillet 1998, Timpani 1C1048)[9] (OCLC 811449706)
- 2003 : Moving chez æon
- 2007 : Les Rayons Du Jour avec Orchestre de Paris, Christoph Eschenbach                                                    aux Solstice (label)
- 2007 : French Choral Music 3 compil avec Maurice Ohana - Roland Hayrabedian, Nederlands Kamerkoor, chez Globe
- 2007 : Livre D'Heures aux Éditions Hortus
- 2011 : Times - L'Œuvre Pour Orchestre - Complete Orchestral Works chez æon
- 2015 : Over The Sea aux Disques du Solstice
- 2019 : Tlaloc chez Merci pour les sons
- 2019 : Visio aux Disques du Solstice
- 2023 :  Waves chez Paraty (1 CD, 53:00)[n 1],[10]